# Risen (2016)
Risen is een Amerikaanse Bijbelse dramafilm uit 2016 onder regie van Kevin Reynolds. Het is een filmische bewerking van de herrijzenis van Christus.

## Verhaal
Yeshua wordt op een vrijdag gekruisigd. Zijn volgelingen zijn zeer benieuwd of zijn aankondiging dat hij uit de dood zal opstaan uitkomt. De joodse autoriteiten en Pontius Pilatus geloven hier niet in, maar vrezen wel dat Yeshua's volgelingen het lichaam zullen stelen en verbergen, als schijnbare bevestiging van de opstanding, en dat dit veel onrust zal geven. Dit zou voor Pilatus des te erger zijn omdat keizer Tiberius spoedig het gebied bezoekt. Hij laat daarom voor de ingang van de grot waarin het lichaam is geplaatst, een grote rots plaatsen, met een verzegeling, en met twee soldaten om de grot te bewaken.
Op zondag is de rots een flink stuk verplaatst en het lichaam verdwenen. De bewakers verklaren dat het lichaam door een gewapende overmacht van joden geroofd is.
Pilatus geeft Clavius, een Romeinse tribunus, de opdracht om het vermiste dode lichaam van Yeshua op te sporen. Clavius ondervraagt de prostituee Maria Magdalena, die de opgestane Yeshua gezien zou hebben, wat zij bevestigt. Clavius is onder de indruk en geeft opdracht haar te laten gaan, zogenaamd omdat ze gek zou zijn. Bij nadere ondervraging geven de bewakers van de grot toe dat ze op aandrang van de joodse autoriteiten gelogen hebben, en dat de verdwijning van het lichaam met bovennatuurlijke verschijnselen gepaard is gegaan.
In plaats van het dode lichaam vindt Clavius de herrezen Yeshua en zijn 11 naaste volgelingen. Yeshua verdwijnt later weer, en de naaste volgelingen maken nu een voetreis van enkele dagen naar het meer van Tiberias, omdat Yeshua heeft aangekondigd ook daar te verschijnen. Clavius is zeer onder de indruk van Jeshua's herrijzenis, en volgt hen, eveneens te voet.
Pilatus voelt zich bedrogen door Clavius en stuurt zijn troepen op hem en Yeshua's naaste volgelingen af. Clavius helpt de volgelingen en wordt getuige van twee wonderen (een overvol visnet en de genezing van een melaatse), de Grote Opdracht en de hemelvaart van Yeshua.
Clavius neemt afscheid van de volgelingen. In een huis komt hij bij van wat hij heeft meegemaakt. Zijn zegelring geeft hij aan de eigenaar als betaling.

## Rolverdeling
| Acteur            | Personage           |
| ----------------- | ------------------- |
| Joseph Fiennes    | Clavius             |
| Tom Felton        | Lucius              |
| Peter Firth       | Pontius Pilatus     |
| Cliff Curtis      | Yeshua              |
| María Botto       | Maria Magdalena     |
| Luis Callejo      | Joses               |
| Antonio Gil       | Jozef van Arimathea |
| Richard Atwill    | Polybius            |
| Stewart Scudamore | Peter               |
| Andy Gathergood   | Quintus             |
| Stephen Hagan     | Bartolomeüs         |
| Mish Boyko        | Johannes            |
| Pepe Lorente      | Taddeüs             |